# Вейн-Гайтс (Пенсільванія)
Вейн-Гайтс (англ. Wayne Heights) — переписна місцевість (CDP) в США, в окрузі Франклін штату Пенсільванія. Населення — 2606 осіб (2020).

## Географія
Вейн-Гайтс розташований за координатами 39°44′44″ пн. ш. 77°32′37″ зх. д. / 39.74556° пн. ш. 77.54361° зх. д. (39.745527, -77.543601).  За даними Бюро перепису населення США в 2010 році переписна місцевість мала площу 5,52 км², уся площа — суходіл.

## Демографія
Згідно з переписом 2010 року, у переписній місцевості мешкало 2545 осіб у 1033 домогосподарствах у складі 735 родин. Густота населення становила 461 особа/км².  Було 1127 помешкань (204/км²).
Расовий склад населення:
| - 91,7 % — білих - 3,3 % — чорних або афроамериканців - 2,0 % — азіатів - 0,5 % — корінних американців |

До двох чи більше рас належало 1,5 %. Частка іспаномовних становила 2,8 % від усіх жителів.
За віковим діапазоном населення розподілялося таким чином: 22,4 % — особи молодші 18 років, 59,3 % — особи у віці 18—64 років, 18,3 % — особи у віці 65 років та старші. Медіана віку мешканця становила 40,6 року. На 100 осіб жіночої статі у переписній місцевості припадало 90,6 чоловіків;  на 100 жінок у віці від 18 років та старших — 89,5 чоловіків також старших 18 років.
Середній дохід на одне домашнє господарство  становив 71 691 долар США (медіана — 62 131), а середній дохід на одну сім'ю — 79 543 долари (медіана — 72 393). Медіана доходів становила 53 229 доларів для чоловіків та 34 750 доларів для жінок. За межею бідності перебувало 5,1 % осіб, у тому числі 5,9 % дітей у віці до 18 років та 7,8 % осіб у віці 65 років та старших.
Цивільне працевлаштоване населення становило 1381 особа. Основні галузі зайнятості: освіта, охорона здоров'я та соціальна допомога — 17,6 %, виробництво — 15,8 %, роздрібна торгівля — 14,4 %.